# Honghuadi Shuiku
Honghuadi Shuiku (kinesiska: 红花地水库) är en reservoar i Kina. Den ligger i provinsen Guangdong, i den södra delen av landet, omkring 210 kilometer öster om provinshuvudstaden Guangzhou. I omgivningarna runt Honghuadi Shuiku växer huvudsakligen savannskog.
Genomsnittlig årsnederbörd är 2 192 millimeter. Den regnigaste månaden är maj, med i genomsnitt 540 mm nederbörd, och den torraste är januari, med 22 mm nederbörd.